# Мельниківська сільська рада (Канівський район)
Ме́льниківська сільська́ ра́да — адміністративно-територіальна одиниця та орган місцевого самоврядування в Канівському районі Черкаської області. Адміністративний центр — село Мельники.

## Загальні відомості
- Населення ради: 886 осіб (станом на 2001 рік)

## Населені пункти
Сільській раді підпорядковані населені пункти:
- с. Мельники
- с. Голяки

## Склад ради
Рада складається з 12 депутатів та голови.
- Голова ради: Толюпа Петро Миколайович

### Керівний склад попередніх скликань
| Прізвище, ім'я, по батькові | Основні відомості                                                         | Дата обрання | Дата звільнення |
| --------------------------- | ------------------------------------------------------------------------- | ------------ | --------------- |
| Толюпа Петро Миколайович    | Сільський голова, 1963 року народження, освіта вища, член Народної партії | 26.03.2006   | 31.10.2010      |
| Толюпа Петро Миколайович    | Сільський голова, 1963 року народження, освіта вища, член Народної партії | 31.10.2010   |                 |

Примітка: таблиця складена за даними сайту Верховної Ради України

### Депутати
За результатами місцевих виборів 2010 року депутатами ради стали:

#### За суб'єктами висування
| Суб'єкт висування | Кількість обраних депутатів | %   |
| ----------------- | --------------------------- | --- |
| Самовисування     | 12                          | 100 |

#### За округами
| № округу | Прізвище, ім'я, по батькові       | Дата визнання обраним | Освіта             | Партійна приналежність                  | Відомості про обраного депутата                    |
| -------- | --------------------------------- | --------------------- | ------------------ | --------------------------------------- | -------------------------------------------------- |
| 1        | Пилипенко Володимир Микитович     | 05.11.2010            | середня спеціальна | член Політичної партії «Сильна Україна» | пенсіонер                                          |
| 2        | Аверкін Володимир Пилипович       | 05.11.2010            | середня спеціальна | член Партії регіонів                    | Золотоніський ЛВ УМГ, оператор ГРС                 |
| 3        | Горяна Любов Миколаївна           | 05.11.2010            | вища               | член Народної партії                    | Мельниківська сільська рада, секретар              |
| 4        | Мороз Яніна Леонідівна            | 05.11.2010            | вища               | позапартійна                            | Мельниківський НВК, вчитель                        |
| 5        | Завальна Надія Григорівна         | 05.11.2010            | середня спеціальна | позапартійна                            | Мельниківський НВК, техпрацівник                   |
| 6        | Науменко Ніна Вікторівна          | 05.11.2010            | середня            | позапартійна                            | Мельниківська сільська рада, прибиральниця         |
| 7        | Пилипенко Наталія Іванівна        | 05.11.2010            | середня спеціальна | позапартійна                            | Мельниківська сільська рада, бухгалтер             |
| 8        | Кузьменко Віктор Іванович         | 05.11.2010            | середня            | член Партії регіонів                    | пенсіонер                                          |
| 9        | Герасименко Володимир Миколайович | 05.11.2010            | середня            | член Партії регіонів                    | Мельниківський НВК, слюсар                         |
| 10       | Сірик Любов Петрівна              | 05.11.2010            | середня спеціальна | позапартійна                            | Мельниківська сільська рада, прибиральниця         |
| 11       | Горшкодер Галина Василівна        | 05.11.2010            | середня спеціальна | позапартійна                            | фельдшерсько-акушерський пункт с. Голяки, фельдшер |
| 12       | Власенко Ігор Іванович            | 05.11.2010            | середня спеціальна | позапартійний                           | Канів- горгаз, слюсар                              |